# Federació Europea de Rugbi Lliga

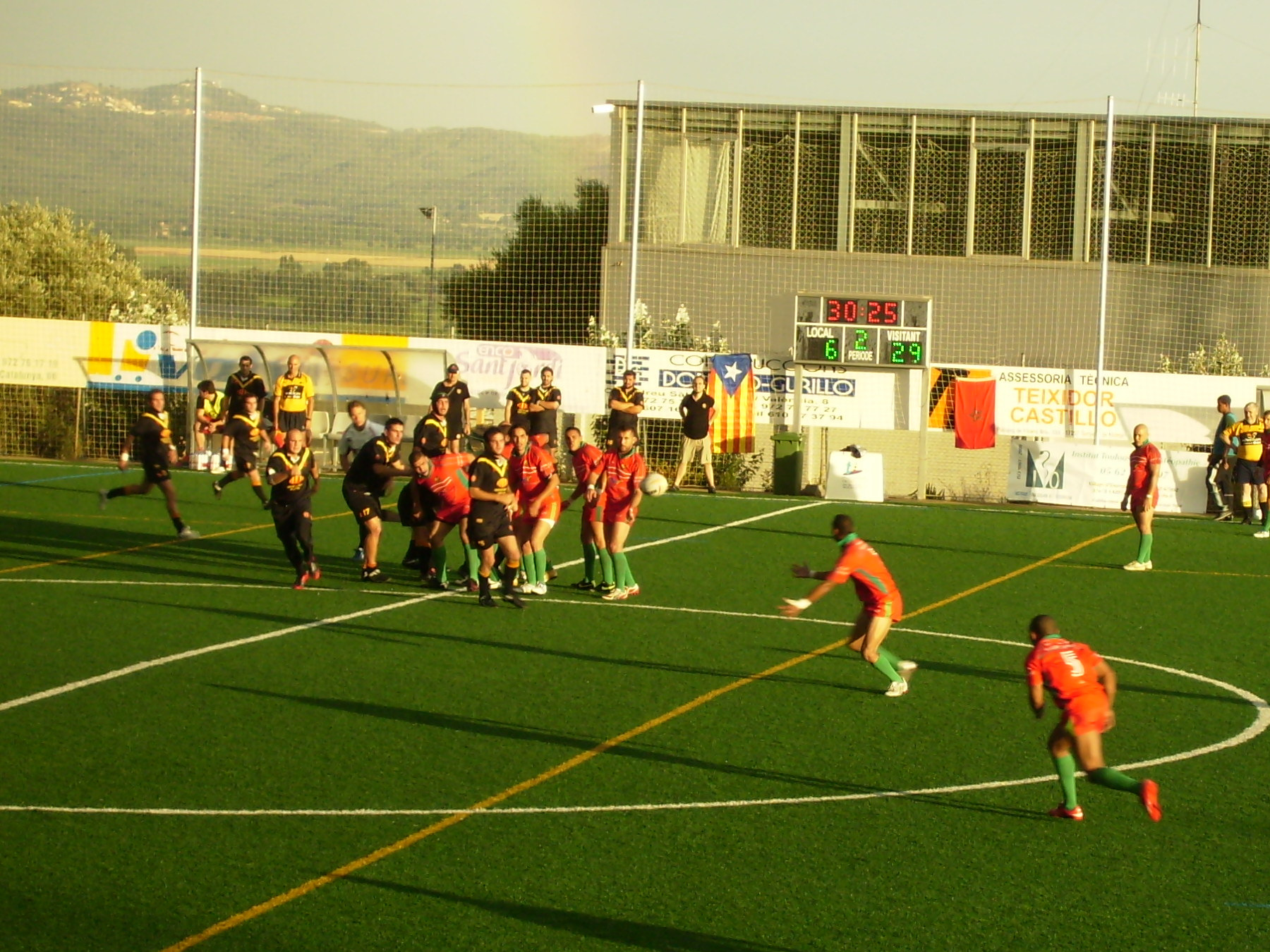
Partit entre Catalunya i Marroc.

La Federació Europea de Rugbi Lliga (en anglès: Rugby League European Federation, RLEF) és l'organisme que regula i organitza l'esport del rugbi lliga o rugbi XIII a Europa i l'Hemisferi nord. Fundada l'1 de gener de 2003 a iniciativa dels presidents de les federacions anglesa i francesa, forma part de la Federació Internacional de Rugbi Lliga com a federació continental.
Organitza diverses competicions internacionals de seleccions nacionals: European Nations Cup, Euro Med Challenge, European Shield, Euro Bowl, Mediterranean Cup.
Les federacions nacionals s'hi poden associar en diversos nivells. A mitjans de 2009, hi ha tres federacions que en són membres absoluts: Anglaterra, França i Rússia. Com a membres associats hi ha les federacions d'Escòcia, Gal·les, Irlanda, Líban i Sèrbia. Al nivell d'observadors oficials hi ha les federacions d'Alemanya, Estònia, Lètonia, Grècia, Itàlia, Malta, Marroc, República Txeca i Ucraïna. I com a observadors oficials sense rànquing hi ha les federacions i associacions de Bèlgica, Catalunya, Emirats Àrabs Units, Noruega, Portugal i Suècia.